# Lymanopoda keithi
Lymanopoda keithi är en fjärilsart som beskrevs av Dyar 1913. Lymanopoda keithi ingår i släktet Lymanopoda och familjen praktfjärilar. Inga underarter finns listade i Catalogue of Life.